# Záříčí
Záříčí (deutsch Zarzitz, 1939–1945 Sarschitz) ist eine Stadt in Tschechien. Sie liegt elf Kilometer südwestlich von Přerov und gehört zum Okres Kroměříž.

## Geographie
Záříčí befindet sich linksseitig des Flüsschens Svodnice in der Obermährischen Senke (Hornomoravský úval). Das Dorf wird vom Bach Troubka durchflossen. Am südlichen Ortsrand liegt der Baggersee Jezera. Südlich des Dorfes verläuft die Bahnstrecke Vyškov – Přerov, die nächste Bahnstation Chropyně liegt in anderthalb Kilometern Entfernung. Gegen Nordwesten erstreckt sich das Auwaldgebiet des Traubeker Waldes bis zur Malá Bečva und March
Nachbarorte sind Troubky, Včelínek und Zábečvisko im Norden, Plučisko, Henčlov, Výmyslov, Včelíny, Bochoř, Věžky, Kanovsko, Vlkoš und Polňák im Nordosten, Kyselovice im Osten, Včelín und Břest im Südosten, Chropyně im Süden, Kojetín im Südwesten, Uhřičice und Chrbov im Westen sowie Lobodice, Cvrčov, Annín und Tovačov im Nordwesten.

## Geschichte
Das Dorf bestand wahrscheinlich schon im 12. Jahrhundert. Die Ortschronik geht davon aus, dass der Olmützer Bischof Johannes II. im Jahre 1107 zusammen mit Kroměříž auch Záříčí erwarb. Die älteste urkundliche Überlieferung von Zarsiecz datiert aus dem Jahre 1261, als Smil von Zbraslav und Střílky eine Hälfte des Dorfes dem neu errichteten Zisterzienserkloster Smilheim bei Vizovice stiftete. Besitzer des anderen Anteils war König Ottokar II. Přemysl. Im Jahre 1406 wurde der Ort als Zarzycziczye bezeichnet. 1421 verpfändete König Sigismund den landesherrlichen Anteil von Peter von Sovinec für 600 Schock Böhmische Groschen. Nach dem Untergang des Klosters Smilheim gelangte auch die klösterliche Hälfte an weltliche Besitzer, die mehrfach wechselten. Im Laufe der Zeit wurde das Dorf als Zarzieczie (1512), Zarzieczij (1526) und Zarziczij (1531) bezeichnet. Den ehemals klösterlichen Anteil verkaufte Zbynko von Zarzitz (Zbyněk ze Záříčí) zu dieser Zeit an Jan, genannt Pomyn von Zarzitz. Durch seine Lage am Rande der Marchauen bei der Bečvamündung war der Ort oft von Hochwassern betroffen. die älteste Überlieferung berichtet 1579 von einer Überflutung von Záříčí und Chropyně. Nach weiteren Besitzerwechseln kaufte im Jahre 1615 Bischof Franz Xaver von Dietrichstein den ehemals klösterlichen Teil von Zaržiczy zusammen mit der die Herrschaft Chropin für das Bistum Olmütz auf und gab dafür die Herrschaft Saar in Zahlung. Der ehemals bischöfliche Anteil gelangte nach der Schlacht am Weißen Berg ebenfalls an das Bistum zurück. 1651 wurden beide Anteile von Zarziczij  mit der Herrschaft Kroměříž vereinigt. Am 4. August 1661 wurde das Dorf nach einem Wolkenbruch erneut von einer Hochflut heimgesucht, die die gesamte Ernte vernichtete. Das älteste Ortssiegel stammt von 1681, es trägt die Umschrift Obecny peczet dedieny Zarzieczi. Zwischen dem 17. und 18. Jahrhundert erfolgte eine Regulierung der Bečva, die sich jedoch auch später den Weg durch ihr altes Bett bahnte. 1820 wurde das Dorf erneut überflutet. Im Jahre 1834 durchbrach die Bečva bei Henčlov die Dämme und wälzte sich über den Bach Lukavec durch ihr ursprüngliches Bett über Záříčí. Bis zur Mitte des 19. Jahrhunderts blieb Záříčí immer nach Kroměříž untertänig.
Nach der Aufhebung der Patrimonialherrschaften bildete Záříčí / Zarzitz ab 1850 eine Gemeinde in der Bezirkshauptmannschaft Kremsier. Bei den Hochwasser der Bečva von 1870 und 1894 überspülte der Fluss erneut die Dämme und überflutete Zářičí. Zum Ende des 19. Jahrhunderts verwendete die Gemeinde den Namen Zářičí, der ab 1924 wieder durch Záříčí abgelöst wurde. Im Jahre 1997 brach erneut die Flut der Bečva über Záříčí herein. Ethnographisch gehört das Dorf zur Hanna.

## Gemeindegliederung
Für die Gemeinde Záříčí sind keine Ortsteile ausgewiesen. Zu Záříčí gehören der Weiler Plučisko sowie die Einschichten Včelínek und Včelín.

## Sehenswürdigkeiten
- Kapelle des hl. Florian
- Steinkreuz auf dem Friedhof
- Statue des hl. Franziskus, am Friedhof
- See Jezera, Erholungsgebiet